# Столкновение автобуса с локомотивом в Ростовской области
Столкновение локомотива и школьного автобуса с многочисленными жертвами среди детей (также известное как Кагальницкая трагедия) произошло в четверг 26 сентября 1996 года на железнодорожном переезде в Ростовской области, в 6 км к востоку от посёлка Мокрый Батай в условиях плохой видимости (тумана).
В связи с катастрофой в России был объявлен общенациональный траур.

## Катастрофа
Чрезвычайное происшествие случилось в 7 часов 45 минут по московскому времени. Школьный автобус ПАЗ-672М следовал из Кагальницкого района Ростовской области в станицу Кировская. Водитель автобуса Константин Сидельников, несмотря на сильный туман, решил проскочить нерегулируемый железнодорожный переезд, находящийся на 23 километре перегона Мокрый Батай — Конармейская Северо-Кавказской железной дороги, проигнорировав мигающие огни и звуковые сигналы, предупреждающие о приближении поезда. Переезд не был оборудован шлагбаумом, и, достигнув путей, ПАЗ столкнулся с внеплановым поездом № 4303 в виде маневрового тепловоза ТЭМ2-3060. Даже несмотря на то, что за 30 метров до переезда машинист депо Сальск Виталий Нечаенко включил экстренное торможение, столкновения избежать не удалось: идущий со скоростью 84 км/ч маневровый тепловоз ударил автобус и протащил его около 100 метров вдоль полотна железной дороги, буквально разрубив пополам.

## Последствия катастрофы
Серьёзно пострадали 40 пассажиров автобуса, среди них 37 детей и трое взрослых. Более половины из них погибли (18 детей и 1 взрослый — на месте катастрофы, ещё трое детей скончались в местной больнице). Пять человек навсегда остались инвалидами.
По указу президента Российской Федерации Бориса Ельцина 28 сентября 1996 года был объявлено днём национального траура.

## Судебное разбирательство
19 июля 1999 года завершился первый судебный процесс по этому делу. Водитель автобуса Константин Сидельников и машинист Виталий Нечаенко были признаны виновными в произошедшей трагедии и гибели пассажиров транспортного средства. Сидельников был приговорён к девяти годам исправительно-трудовой колонии общего режима. В 1999 году, как инвалид 2-й группы, водитель попал под объявленную амнистию и был освобождён досрочно.
В декабре 1999 года Верховный Суд Российской Федерации отменил приговор в отношении машиниста и вернул дело на дополнительное рассмотрение в Ростов. 29 июля 2002 года Ростовский областной суд признал невиновным машиниста тепловоза.
Суд установил размер компенсации в возмещение морального и материального ущерба: 1 356 693 рубля. Постановление суда предписывало ассоциации крестьянских хозяйств «Лада» (владелец автобуса) и Ростовскому отделению Северо-Кавказской железной дороги выплатить эту сумму родственникам погибших детей.

## Память
Возле переезда родственниками и родителями погибших детей возведён мемориал с именами погибших 21 детей и 1 взрослого. Самому младшему ребёнку было 7 лет, самому старшему — 17 лет. А самой старшей жертвой трагедии стала 74-летняя Мария Хромченко 1922 года рождения.